# Massaker von Thessaloniki
Das Massaker von Thessaloniki war eine Vergeltungsaktion, die der römische Kaiser Theodosius I. im Jahre 390 an aufständischen Bewohnern der griechischen Stadt Thessaloniki durchführen ließ.

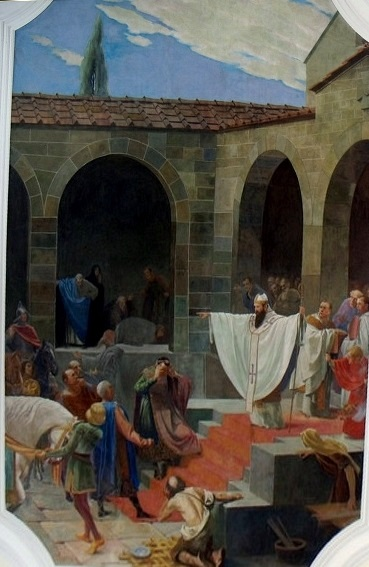
Gebhard Fugel: Bischof Ambrosius verwehrt Kaiser Theodosius den Zugang zum Mailänder Dom; Deckenfresko in St. Ambrosius (Hergensweiler), 1897

Anlass der Aufstandsbewegung war die vom Heermeister des Kaisers, Butherich, angeordnete Verhaftung eines beliebten Wagenlenkers, der versucht hatte, einen Diener oder sogar den Heermeister selbst sexuell zu verführen. Der Wagenlenker wurde in ein Gefängnis gesperrt, doch die Bürger von Thessaloniki verlangten seine Freilassung. Butherich, ein Gote, wurde im Verlauf des folgenden Aufruhrs ermordet, woraufhin Kaiser Theodosius einschritt und Hinrichtungen befahl, den Befehl aber kurz darauf (und zu spät) wieder zurücknahm. Im Hippodrom von Thessaloniki wurden jedoch von aufgebrachten gotischen Truppen angeblich 7.000 Menschen niedergemetzelt; die Zahl dürfte übertrieben sein, weist aber auf die Größenordnung des Massakers hin. Dieser Vorfall erregte den Zorn des Bischofs von Mailand, Ambrosius, der vom Kaiser Kirchenbuße und Rückkehr zur gewohnten Milde forderte. Theodosius erklärte sich hierzu bereit, um wieder an der Messe teilnehmen zu können. 
Zwar wurde die kaiserliche Autorität bei diesem Vorgang nicht in Frage gestellt, es wurde aber immerhin die gestiegene moralische Bedeutung der Kirchenvertreter deutlich, über deren Ansichten sich auch der Kaiser nicht mehr ohne weiteres hinwegsetzen konnte.

## Einzelnachweis
1. ↑  Dreidimensionale Rekonstruktion u. a. des Hippodroms (Bereich des heutigen Navarino-Platzes): Eleutheria Traiou: The Galerius Palace opens its gates. In: yougoculture. com -  E-Learning – National and Kapodistrian University of Athens. Abgerufen am 12. Juni 2024 (englisch).